# Chrysotus brasiliensis
Chrysotus brasiliensis är en tvåvingeart som beskrevs av Van Duzee 1933. Chrysotus brasiliensis ingår i släktet Chrysotus och familjen styltflugor. Inga underarter finns listade i Catalogue of Life.